# Yevhen Levchenko
Yevhen Levchenko (en ukrainien, Левченко Євген Вікторович) est un footballeur ukrainien né le 3 janvier 1978 à Kostiantynivka.

## Carrière
- 1996-2003 : Vitesse Arnhem  Pays-Bas
  - 1997-1998 : Helmond Sport  Pays-Bas (prêt)
  - 1998-2000 : Cambuur Leeuwarden  Pays-Bas (prêt)
- 2003-2005 : Sparta Rotterdam  Pays-Bas
- 2005-2009 : FC Groningue  Pays-Bas
- 2009-2010 : Saturn Ramenskoïe  Russie
- 2010-2011 : Willem II  Pays-Bas
- 2011-2012 : Adelaide United  Australie

## Palmarès
Néant